# Penny Dreadful: City of Angels
Penny Dreadful: City of Angels är en amerikansk skräck- och dramaserie från 2020 skapad av John Logan. Serien är en spin-off till Penny Dreadful som sändes 2014-2016. Seriens första säsong består av tio avsnitt.
Seriens svenska premiär är planerad till den 27 april 2020.

## Handling
Till skillnad från förlagan Penny Dreadful som ädge rum i det viktorianska London utspelar sig Penny Dreadful: City of Angels i Los Angeles år 1938. Serien handlar om utredaren Tiago Vega och hans partner Lewis Michener som utreder ett hemskt mord. Samtidigt finns starka krafter som hotar att splittra Tiagos familj.

## Rollista (i urval)
- Natalie Dormer – Magda
- Daniel Zovatto – Tiago Vega
- Kerry Bishé – Syster Molly
- Adriana Barraza – Maria Vega
- Jessica Garza – Josefina Vega
- Michael Gladis – Charlton Townsend
- Rory Kinnear – Peter Craft
- Nathan Lane – Lewis Michener